# Эрл (Арканзас)
Эрл (англ. Earle, Arkansas) — город, расположенный в округе Криттенден (штат Арканзас, США) с населением в 3036 человек по статистическим данным переписи 2000 года. Мэром данного города на данный момент является Джейлен Смит

## География
По данным Бюро переписи населения США город Эрл имеет общую площадь в 8,55 квадратных километров, водных ресурсов в черте населённого пункта не имеется.
Город Эрл расположен на высоте 63 метра над уровнем моря.

## Демография
По данным переписи населения 2000 года в Эрле проживало 3036 человек, 727 семей, насчитывалось 1074 домашних хозяйств и 1247 жилых домов. Средняя плотность населения составляла около 361,4 человек на один квадратный километр. Расовый состав Эрла по данным переписи распределился следующим образом: 23,45 % белых, 75,23 % — чёрных или афроамериканцев, 0,20 % — коренных американцев, 0,43 % — азиатов, 0,59 % — представителей смешанных рас, 0,10 % — других народностей. Испаноговорящие составили 0,53 % от всех жителей города.
Из 1074 домашних хозяйств в 36,1 % — воспитывали детей в возрасте до 18 лет, 35,0 % представляли собой совместно проживающие супружеские пары, в 27,7 % семей женщины проживали без мужей, 32,3 % не имели семей. 29,7 % от общего числа семей на момент переписи жили самостоятельно, при этом 13,5 % составили одинокие пожилые люди в возрасте 65 лет и старше. Средний размер домашнего хозяйства составил 2,83 человек, а средний размер семьи — 3,54 человек.
Население города по возрастному диапазону по данным переписи 2000 года распределилось следующим образом: 36,6 % — жители младше 18 лет, 9,4 % — между 18 и 24 годами, 24,0 % — от 25 до 44 лет, 17,0 % — от 45 до 64 лет и 13,0 % — в возрасте 65 лет и старше. Средний возраст жителей составил 29 лет. На каждые 100 женщин в Эрле приходилось 82,6 мужчин, при этом на каждые сто женщин 18 лет и старше приходилось 74,6 мужчин также старше 18 лет.
Средний доход на одно домашнее хозяйство в городе составил 20 344 доллара США, а средний доход на одну семью — 22 775 долларов. При этом мужчины имели средний доход в 12 651 доллар США в год против 18 011 долларов среднегодового дохода у женщин. Доход на душу населения в городе составил 13 260 долларов в год. 40,2 % от всего числа семей в округе и 45,4 % от всей численности населения находилось на момент переписи населения за чертой бедности, при этом 58,7 % из них были моложе 18 лет и 36,6 % — в возрасте 65 лет и старше.

## Известные уроженцы и жители
- Чарльз Бернард — бизнесмен и бывший политик.